# Mervyn Luckwell
Mervyn Luckwell (ur. 27 listopada 1984) – brytyjski lekkoatleta specjalizujący się w rzucie oszczepem.
Uczestnik mistrzostw świata w Berlinie (2009) - swój udział w tej imprezie zakończył jednak na eliminacjach. Reprezentant Wielkiej Brytanii podczas drużynowych mistrzostw Europy. Rekord życiowy: 81,05 (1 marca 2009, Compiègne).

## Osiągnięcia
| Rok  | Impreza                                 | Miejsce  | Lokata            | Wynik |
| ---- | --------------------------------------- | -------- | ----------------- | ----- |
| 2009 | Zimowy puchar Europy w rzutach          | Teneryfa | 3. miejsce        | 74,86 |
| 2009 | Superliga drużynowych mistrzostw Europy | Leiria   | 8. miejsce        | 72,40 |
| 2009 | Mistrzostwa świata                      | Berlin   | el. - 45. miejsce | 66,30 |
| 2012 | Zimowy puchar Europy w rzutach          | Bar      | 6. miejsce        | 74,98 |
| 2012 | Igrzyska olimpijskie                    | Londyn   | el. - 35. miejsce | 74,09 |